# Mistrzostwa Europy w Lekkoatletyce 1969 – chód na 20 km mężczyzn

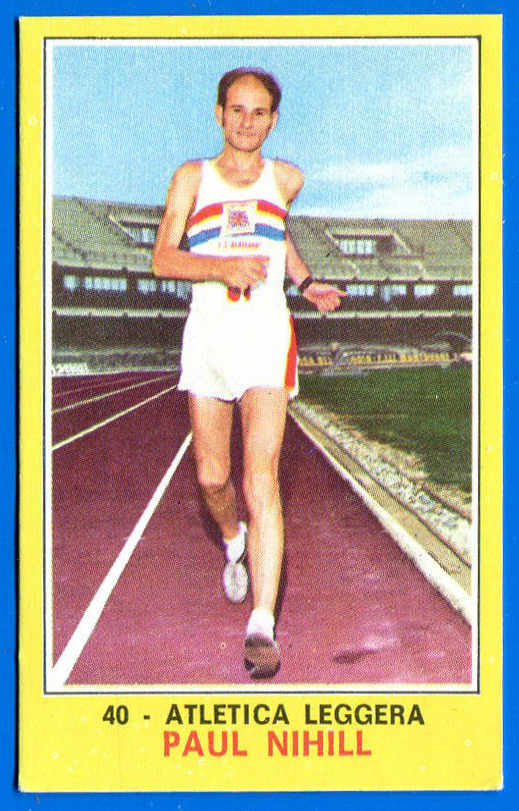
Paul Nihill

Chód na 20 kilometrów mężczyzn był jedną z konkurencji rozgrywanych podczas IX Mistrzostw Europy w Atenach. Został rozegrany 16 września 1969 roku. Zwycięzcą tej konkurencji został reprezentant Wielkiej Brytanii Paul Nihill. W rywalizacji wzięło udział dwudziestu jeden zawodników z jedenastu reprezentacji.

## Rekordy
| Rekord świata     | Giennadij Agapow (SUN) | 1:25:22   | Leningrad, ZSRR  | 21.07.1968 |
| Rekord Europy     | Giennadij Agapow (SUN) | 1:25:22   | Leningrad, ZSRR  | 21.07.1968 |
| Rekord mistrzostw | Dieter Lindner (GDR)   | 1:29:25,0 | Budapeszt, Węgry | 30.08.1966 |

## Wyniki
| Miejsce | Zawodnik              | Czas      |
| ------- | --------------------- | --------- |
| 1       | Paul Nihill           | 1:30:48,0 |
| 2       | Leonida Caraiosifoglu | 1:31:06,4 |
| 3       | Mykoła Smaha          | 1:31:20,2 |
| 4       | Gerhard Sperling      | 1:32:04,0 |
| 5       | Hans-Georg Reimann    | 1:33:04,0 |
| 6       | Abdon Pamich          | 1:34:15,0 |
| 7       | Boris Jakowlew        | 1:35:19,0 |
| 8       | John Webb             | 1:35:51,0 |
| 9       | Stefan Ingvarsson     | 1:36:26,8 |
| 10      | Pasquale Busca        | 1:37:11,0 |
| 11      | Victor Schuch         | 1:37:42,0 |
| 12      | Gabriele Nigro        | 1:38:15,0 |
| 13      | Peter Fullager        | 1:38:24,0 |
| 14      | Vasile Ilie           | 1:43:23,0 |
| 15      | János Dalmati         | 1:43:53,8 |
| 16      | Kjell Lund            | 1:45:52,4 |
| 17      | Edmund Paziewski      | 1:46:45,8 |
| 18      | Helge Abrahamsen      | 1:47:37,4 |
| 19      | Robert Rinchard       | 1:50:25,6 |
| –       | Giennadij Agapow      | DQ        |
| –       | Charles Sowa          | DQ        |